# وییا دومینیکو
وییا دومینیکو (به اسپانیایی: Villa Domínico) شهری در کشور آرژانتین، استان بوئنوس آیرس است که در سال ۲۰۰۹ میلادی، حدود ۵۸٬۸۲۴ نفر جمعیت داشته است.